# Kelly Catlin
Kelly Catlin (Saint Paul, Minnesota, 3 de novembre de 1995 - 7 de març de 2019) fou una ciclista nord-americana especialista en la pista que també competí en carretera. Va guanyar una medalla de plata als Jocs Olímpics de Rio en la prova de Persecució per equips, i tres més als Campionats del Món.
El 7 de març de 2019 se suïcidà.

## Palmarès en pista
- 2015
  - Campiona als Campionats Panamericans en persecució per equips (amb Jennifer Valente, Sarah Hammer i Ruth Winder)
- 2016
  -  Medalla de plata als Jocs Olímpics de Rio de Janeiro en Persecució per equips (amb Sarah Hammer, Chloe Dygert i Jennifer Valente)
  -  Campiona del món en Persecució per equips (amb Jennifer Valente, Chloe Dygert i Sarah Hammer)
  - Campiona als Campionats Panamericans en persecució
- 2017
  -  Campiona del món en Persecució per equips (amb Jennifer Valente, Chloe Dygert i Kimberly Geist)
  - Campiona als Campionats Panamericans en persecució
- 2018
  -  Campiona del món en Persecució per equips (amb Jennifer Valente, Chloe Dygert i Kimberly Geist)

### Resultats a laCopa del Món
- 2016-2017
  - 1a a Los Angeles, en Persecució per equips

## Palmarès en ruta
- 2015
  - Medalla d'or als Jocs Panamericans en contrarellotge